# Cortes (Surigao del Sur)
Cortes (Bayan ng Cortes) är en kommun i Filippinerna. Kommunen ligger på ön Mindanao, och tillhör provinsen Surigao del Sur. Folkmängden uppgår till 14 825 invånare.
Cortes är indelat i 13 barangayer.